# Сирих Віктор Михайлович

Сирих Віктор Михайлович

Сирих Віктор Михайлович — педагог-організатор шкільної освіти на Донбасі, базував виховний процес на двох домінантах — духовній основі і фізичній досконалості. За його участі відкрито пам'ятник видатному українському діячу першої половини XX ст. М. Шаповалу, його меморіальний музей у Сріблянській середній школі та пам'ятний знак у селі Сріблянка на Донеччині.

## Біографія
Народився 20 червня 1944 року в сім'ї шахтаря у м. Сталіно (нині Донецьк). Майже все його життя пов'язане з с. Сріблянка Артемівського району Донецької області. Після закінчення середньої школи працював старшим піонерським вожатим, вчителем фізичної культури. Служив в лавах Радянської армії, закінчив педагогічний факультет Слов'янського державного педагогічного інституту, отримав другу вищу освіту після закінчення Вищої комсомольської школи ЛКСМУ. Працював військовим керівником, начальником районного табору відпочинку дітей, директором Сріблянської середньої школи.